# Inhaftierung von Marcus Hellwig und Jens Koch
Die Inhaftierung von Marcus Hellwig und Jens Koch im Iran dauerte vom 10. Oktober 2010 bis zu ihrer Freilassung am 19. Februar 2011.
Der Reporter der Bild am Sonntag, Marcus Hellwig, und der ihn begleitende Fotograf Jens Koch wurden einen Tag nach ihrer Einreise in den Iran, die ohne offizielle Akkreditierung erfolgte, von den dortigen Sicherheitsbehörden festgenommen. Sie hatten versucht, in der iranischen Region Aserbaidschan den Sohn und den Anwalt von Sakineh Mohammadi Ashtiani zu interviewen. Diese wurde im Iran wegen Ehebruchs und Beihilfe zur Ermordung ihres Ehemanns für schuldig befunden und zum Tod durch Steinigung verurteilt.

## Vorfall und Verhandlungen
Ihre Kontaktperson, die auch das Interview über das Telefon übersetzen sollte, war die in Köln lebende Menschenrechtlerin Mina Ahadi. Das iranische Fernsehen hatte am 16. November 2010 Interviews mit den festgenommenen deutschen Journalisten und mit Sakineh Mohammadi Ashtiani gezeigt, wobei alle drei Fehler einräumten. Unklar ist allerdings, ob diese Äußerungen freiwillig getroffen wurden. Die Nachrichtenagentur Reuters meldete am 16. November, dass Iran gegen die festgenommenen Reporter offiziell den Vorwurf der Spionage erhoben habe.
Die Bundesregierung bemühte sich auf diplomatischen Kanälen um die Freilassung der beiden Journalisten. Am 19. November forderte Außenminister Westerwelle, internationales Recht einzuhalten und für angemessene Haftbedingungen zu sorgen.
Am 27. Dezember 2010 konnten die beiden Reporter in der Stadt Täbris, wo sie inhaftiert waren, für zehn Stunden Besuch von Verwandten empfangen, einer Schwester des Reporters und der Mutter des Fotografen. Die beiden Frauen waren vorher in Teheran mit Irans kommissarischem Außenminister Ali Akbar Salehi und dem deutschen Botschafter Bernd Erbel zusammengekommen.
In der Neuen Zürcher Zeitung beklagte der Schweizer Journalist Ulrich Schmid zwei Monate nach der Inhaftierung das „seltsame Stillschweigen der deutschen Medien zum Fall“. Im Januar 2011 lancierten deutsche und internationale Verlegerverbände eine Anzeigenkampagne unter dem Titel „Freiheit für die beiden im Iran inhaftierten deutschen Reporter!“ Dabei wurden Fotos der beiden abgebildet, während die Namen wie auch sonst in der Presse meist üblich nicht genannt wurden.

## Freilassung
Bundespräsident Christian Wulff bat seinen türkischen Amtskollegen Abdullah Gül um Hilfe. Abdullah Gül brachte das Anliegen vor seinem Staatsbesuch in den Iran vor. Am 18. September 2011 empfing der türkische Präsident Marcus Hellwig und Jens Koch, beide bedankten sich für die Hilfe. Am 19. Februar 2011 wurden Marcus Hellwig und Jens Koch freigelassen und von Bundesaußenminister Guido Westerwelle mit einer Maschine der Flugbereitschaft in Teheran abgeholt.
Eine ursprüngliche Gefängnisstrafe von 20 Monaten wurde in ein Bußgeld von jeweils 50.000 US-Dollar (umgerechnet etwa 36.500 Euro) umgewandelt. Der Axel Springer Verlag habe sich, nach Informationen der Süddeutschen Zeitung, bei der iranischen Justiz für die Einreise der Reporter ohne die dafür erforderlichen Dokumente entschuldigt.
Nach Berichten verschiedener Medien wurden die beiden Journalisten nur deswegen freigelassen, weil Bundesaußenminister Guido Westerwelle einem Treffen mit Irans Präsident Mahmud Ahmadineschad zustimmte.
Nach Recherchen des Norddeutschen Rundfunks hatten Guido Westerwelle und einer der beiden betroffenen Journalisten, der Fotograf Jens Koch, in der Vergangenheit geschäftlich miteinander zu tun. Einem NDR-Fernsehbericht zufolge hatte Jens Koch die Hochzeit des Bundesaußenministers exklusiv für den Axel-Springer-Verlag fotografiert.